# Border Gateway Protocol
El BGP o Border Gateway Protocol és un protocol de comunicació mitjançant el qual s'intercanvia informació d'encaminament entre sistemes autònoms. Per exemple, els ISP registrats a Internet solen compondre's de diversos sistemes autònoms i per a aquest cas és necessari un protocol com BGP. Entre els sistemes autònoms dels ISP s'intercanvien les seues taules de rutes a través del protocol BGP. Aquest intercanvi d'informació d'encaminament es fa entre els encaminadors externs de cada sistema autònom. Aquests encaminadors han de suportar BGP. Es tracta del protocol més utilitzat per a xarxes amb intenció de configurar un EGP (external gateway protocol).
La forma de configurar i delimitar la informació que conté i intercanvia el protocol BGP és creant el que es coneix com a sistema autònom. Cada sistema autònom (AS) tindrà connexions o, millor dita, sessions internes (iBGP) i a més sessions externes (eBGP).
El protocol de gateway fronterer (BGP) és un exemple de protocol de gateway exterior (EGP). BGP intercanvia informació d'encaminament entre sistemes autònoms alhora que garanteix una elecció de rutes lliures de bucles. És el protocol principal de publicació de rutes utilitzat per les companyies més importants d'ISP en Internet. BGP4 és la primera versió que admet encaminament entre dominis sense classe (CIDR) i agregat de rutes. A diferència dels protocols de gateway interns (IGP), com Routing Information Protocol, OSPF i EIGRP, no usa mètriques com nombre de salts, amplada de banda, o retard. En canvi, BGP pren decisions d'encaminament basant-se en polítiques de la xarxa, o regles que utilitzen diversos atributs de ruta BGP.